# El Mas Petit
El Mas Petit és una obra d'Avinyonet de Puigventós (Alt Empordà) inclosa a l'Inventari del Patrimoni Arquitectònic de Catalunya.

## Descripció
Masia situada a cinquanta metres darrera del mas La Torre. És un edifici de planta baixa pis i golfes, tot i que el que més destaca és la seva porta d'accés en arc de mig punt amb grans dovelles, així com la finestra del primer pis amb una inscripció a la llinda amb la data 1602. les cantonades són carreuades i la resta del paredat és amb còdols de riu disposats en fileres regulars a la zona inferior dreta però de forma irregular a la resta de la construcció.